# Гришинка (деревня)
Гришинка — деревня в Щёкинском районе Тульской области в составе Огарёвского сельского поселения.

## География
Находится в центральной части Тульской области на расстоянии 20 км на юг-юго-восток от города Щёкино, административного центра района.

## История
В 1859 году здесь (деревня Крапивенского уезда Тульской губернии) было учтено 8 дворов, в 1926 — 50, в конце 1930-х годов — 46.

## Население
Постоянное население составляло 152 человека (1859 год), 273 (1926), 14 (русские 100 %) в 2002 году, 12 в 2010.